# ダンテ・バスコ
ダンテ・バスコ（Dante Basco、1975年8月29日 - ）は、アメリカ合衆国の俳優。

## 出演作品

### 映画
- ムーンウォーカー（1988）
- フック（ルフィオ）（1991）
- 北斗の拳（1995、バット）
- レース・ザ・サン（1996）
- Go!Go!チアーズ（1999）
- エクストリーム・デイズ（2001）
- バイカーボーイズ（2003）
- レッスン!（2006、ラモス）
- ブラッド＆ボーン 真拳闘魂（2009）
- ジャーヘッド3 撃砕（2015）

### テレビ
- アバター 伝説の少年アン シーズン1-3（2005-2008、ズーコ）
- アントラージュ★オレたちのハリウッド シーズン3（2006-2007）
- DARK BLUE／潜入捜査 シーズン2（2010）
- CSI：マイアミ シーズン9（2010-2011）
- 新・第一容疑者（2011-2012）
- HAWAII FIVE-0 シーズン2（2011-2012、ニッキー・チャン）

## 受賞とノミネート

### ヤング・アーティスト・アワード
| 年     | 部門               | 作品   | 結果       |
| ------ | ------------------ | ------ | ---------- |
| 1992年 | Best Ensemble Cast | フック | 受賞       |
| 1992年 | Best Young Actor   | フック | ノミネート |